# المعهد العالي للدراسات السياحية بسيدي الظريف
المعهد العالي للدراسات السياحية بسيدي الظريف هو إحدى المؤسسات العليا التابعة لجامعة قرطاج، تأسس في 25 أكتوبر 1976، يقع بمنطقة   سيدي الظريف. ويخضع لإشراف مزدوج بين وزارة السياحة ووزارة التعليم العالي والبحث العلمي.